# Phoradendron nickrentianum
Phoradendron nickrentianum är en sandelträdsväxtart som beskrevs av Kuijt. Phoradendron nickrentianum ingår i släktet Phoradendron och familjen sandelträdsväxter. Inga underarter finns listade i Catalogue of Life.